# Giuseppa Bolognara Calcagno

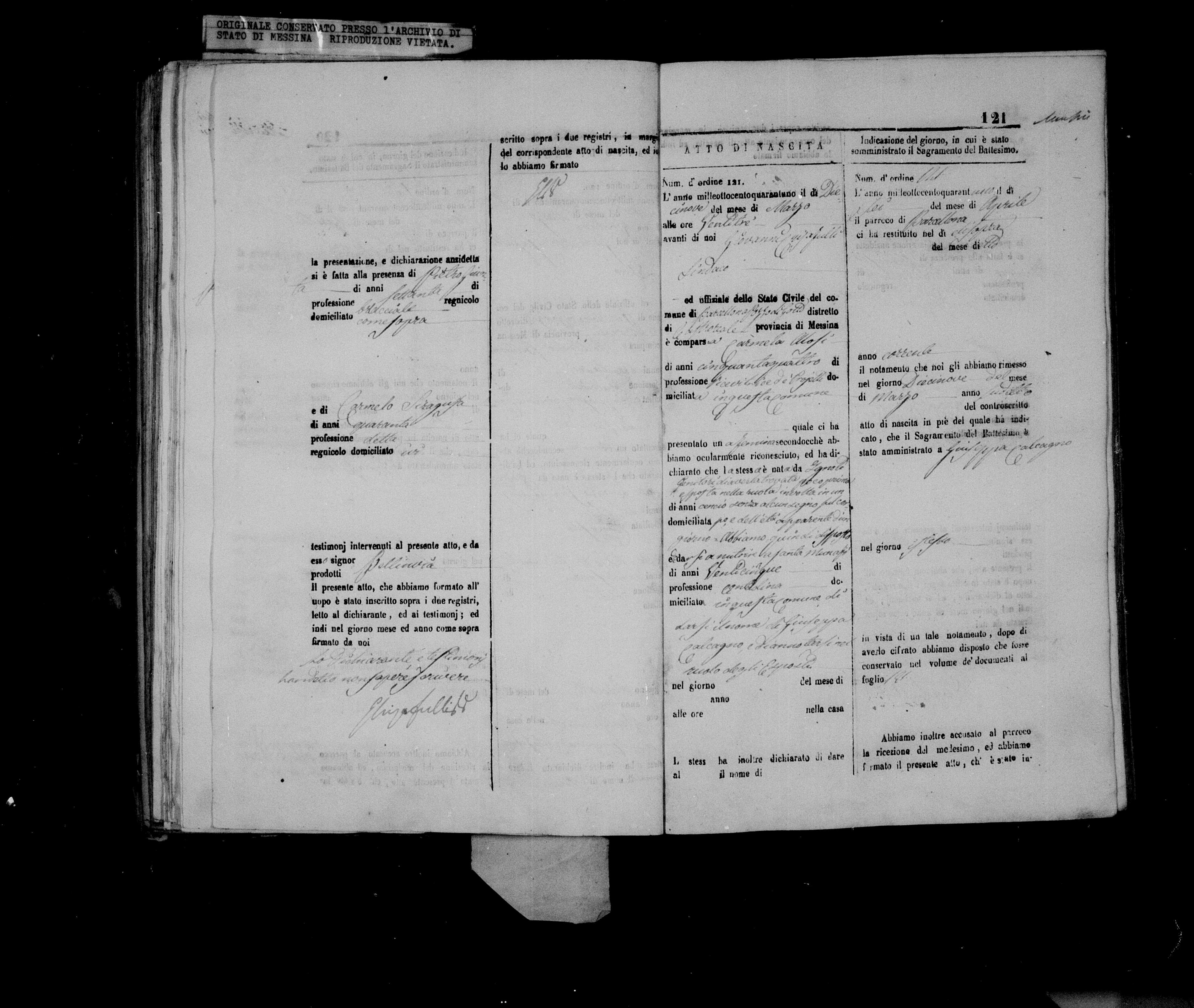
Atto di nascita di Giuseppa Calcagno

Giuseppa Bolognara Calcagno, meglio nota come Peppa la cannoniera, (Barcellona Pozzo di Gotto, 19 marzo 1841 – 1900), è stata una patriota italiana.

## Biografia

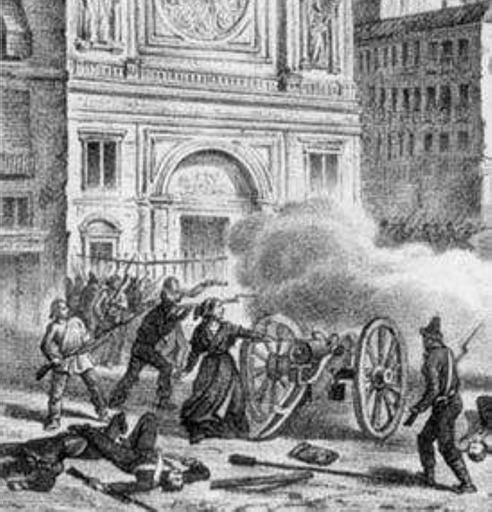
Giuseppa Bolognara Calcagno, detta Peppa la cannoniera, in una incisione di Giuseppe Sciuti

Nacque in Sicilia nel paese messinese di Barcellona Pozzo di Gotto, il 19 marzo del 1841, atto di nascita numero 121, da ignoti genitori e le fu attribuito il nome di Giuseppa Calcagno.
Il cognome Bolognara o Calcagno (sono usati spesso entrambi) le derivò dalla nutrice alla quale venne affidata perché abbandonata dai genitori naturali. Dopo un'infanzia difficile passata in un orfanotrofio di Catania, crescendo si narra che divenne la serva di un qualche oste catanese. Non la si cita per virtuosità, elemento di giudizio principale per le donne dell'epoca, dato che Giuseppa aveva una relazione con un uomo molto più giovane di lei e per questo deprecata agli occhi della società ottocentesca. Questo giovane, stalliere di professione, si chiamava Vanni e pare che fu per il legame che aveva con lui che Peppa si ritrovò coinvolta nei moti rivoluzionari per l'Unità d'Italia avvenuti nel 1860. Il 31 maggio di quell'anno avvenne un'insurrezione antiborbonica nella città etnea e gli insorti, guidati dal colonnello Giuseppe Poulet, resistettero all'attacco delle truppe napoletane.
In questa occasione Peppa, nel pieno degli scontri tra le vie catanesi, prese delle sue iniziative e chiudendo la porta del palazzo Tornabene riuscì a cogliere di sorpresa il nemico e s'impadronì di un cannone incustodito tirandolo a sé con l'aiuto di una fune e di altri patrioti vicini a lei, dopo di che sparse della polvere da sparo sulla bocca del cannone e le diede fuoco, simulando un colpo di cannone.
Attese che la cavalleria dei soldati borbonici si avvicinasse, questi sicuri che il cannone di Peppa fosse scarico, si lanciarono alla carica per riguadagnare il terreno perso ma la donna, rimasta coraggiosamente immobile nella sua posizione, li attendeva pronta a sparare con quel medesimo cannone del quale si era impadronita. Fu così che Giuseppa Bolognara riuscì a colpire l'esercito borbonico e a mettersi in salvo. Il suo giovane compagno, Vanni, non riuscì invece a sopravvivere in quella battaglia,
Scappata dal luogo degli scontri, riuscì a portare in salvo il cannone fino a Mascalucia, sede del quartier generale dei rivoluzionari favorevoli alla formazione dell'Italia.
Quando il 3 giugno le truppe napoletane si ritirarono da Catania, Peppa rimase con i rivoluzionari, svolgendo il ruolo di vivandiera. Ma quando venne il momento di espugnare Siracusa, ancora sotto la bandiera del re Borbone Francesco II, Peppa decise di prendere parte alle nuove battaglie e venne quindi nella città aretusea togliendosi gli abiti femminili e indossando quelli maschili.
Questo cambiamento di abbigliamento Giuseppa Bolognara Calcagno lo adottò anche successivamente, non indossando più gonne e indumenti femminili, e assumendo un comportamento caratteriale mascolino; le cronache narrano che passò diverso tempo nelle caserme a fumare e a bere.
Finite le insurrezioni, compiuta l'unità nazionale italiana, Peppa per la sua partecipazione ai moti rivoluzionari fu decorata con la medaglia d'argento al valor militare. Le venne data una pensione dallo Stato che ammontava a nove ducati mensili, solo che poterono durarle per un massimo di due anni, poiché l'anno seguente le fu fatto un conguaglio di 216 ducati da parte del comune di Catania.
Si hanno notizie di lei a Catania fino al 1876, poi le fonti storiche non ne danno più notizia. Alcuni sostengono che ella fosse tornata nel Messinese, dove era nata.